# Юрківський Віктор Минович
Юрківський Віктор Минович (*13 лютого 1927, Київ — †25 липня 2003, Київ) — український вчений у галузі економічної географії, кандидат економічних наук, професор.

## Біографія
Народився 13 лютого 1927 року в Києві. Учасник німецько-радянської війни. У 1949 році з відзнакою закінчив факультет міжнародних відносин Київського університету за спеціальністю міжнародні відносини і світова економіка. У 1956–1960 роках навчався в аспірантурі Академії суспільних наук в Москві. Захистив кандидатську дисертацію на тему «Зовнішні позики дореволюційної Росії». У Київському університеті в 1963–2000 роках працював на кафедрі економічної та соціальної географії: з 1964 року доцентом, а з 1979 року — професором. Обирався в 1980–1985 роках деканом географічного факультету.

Могила Віктора Юрківського

Помер в Києві 25 липня 2003 року. Похований на Байковому кладовищі (стара частина).

## Відзнаки
Заслужений працівник вищої школи України (з 1984 року). Нагороджений медаллю «За доблесну працю у Великій Вітчизняній війні 1941–1945».

## Наукові праці
Фахівець у галузі економічної та соціальної географії зарубіжних країн, географії світового господарства, географії сфери обслуговування. Автор 85 наукових праць. Підготував 5 кандидатів наук. Основні праці:
- Регіональна економічна і соціальна географія зарубіжних країн. — К., 2000.
- Економічна географія зарубіжних країн. — К., 1975 (1978, 1981) (у співавторстві).
- Економічна і соціальна географія світу. — К., 1997.
- Регіональна економічна і соціальна географія. Зарубіжні країни. — К., 2001.
- Країни світу: Довідник. — К., 2001.